# Jutta Held
Jutta Held (* 30. Juli 1933 in Köln; † 27. Januar 2007 in Karlsruhe) war eine deutsche Kunsthistorikerin. Ihre zahlreichen und international anerkannten kunsthistorischen Veröffentlichungen umfassen das Spektrum vom Beginn des frühen Mittelalters bis zum 20. Jahrhundert.

## Leben und akademischer Werdegang
Jutta Held studierte an den Universitäten von Hamburg, Münster, Tübingen, Freiburg/Breisgau und Madrid. Im Jahre 1961 wurde sie mit dem Thema Farbe und Licht in Goyas Malerei an der Universität Hamburg promoviert. Ihr Doktorvater war Wolfgang Schöne, Autor des bekannten Buches Das Licht in der Malerei (1954).
Danach war sie an Münchner Museen als Volontärin tätig. Es folgten Forschungsaufenthalte in Paris und Spanien. An der Queen’s University in Kingston in Kanada hatte sie von 1969 bis 1971 eine Stelle als Assistent Professor inne. Im Jahre 1974 wurde sie an die Universität Osnabrück berufen, wo sie das Fach Kunstgeschichte ausbaute und bis zum Jahre 2000 tätig war. Sie nahm Gastprofessuren an der Universität Zürich 1981/82 und an der University of California in Los Angeles 1982/83 wahr.
In ihrer Arbeit am Institut für Kulturgeschichte untersuchte sie die Einbindung der Kunstgeschichte in die sozialen und historischen Bewegungen, besonders unter den Gesichtspunkten des Feminismus, der sozialen Frage und der historischen Umwälzungen. Sie befasste sich auch mit der Rolle der Kunstgeschichte im Nationalsozialismus.
Im Ausbildungsbereich und in der Organisation der Forschungsförderung engagierte sie sich auf besondere Weise. Von 1996 bis 1999 war sie Sprecherin des Kollegs Bildung in der Frühen Neuzeit für Graduierte. Weiterhin gründete sie die Guernica-Gesellschaft und wirkte als Mitglied im Ulmer Verein für Kunstwissenschaften.  Am 4. Februar 2000 hielt sie mit dem Thema Picassos Korea-Bild und die avantgardistische Historienmalerei ihren Abschiedsvortrag.
Jutta Held war mit dem deutschen Kunsthistoriker Norbert Schneider verheiratet. Am 5. Februar 2007 wurde sie auf dem Hauptfriedhof Karlsruhe beigesetzt.

## Schriften (Auswahl)
- Farbe und Licht in Goyas Malerei, Berlin 1964.
- Adam Elsheimer. Werk, künstlerische Herkunft und Nachfolge, Katalog der Ausstellung unter dem Patronat des ICOM (Museumskomitee des UNESCO), 1966/67.
- Katalog der Gemälde des 19. Jahrhunderts, Essen, Museum Folkwang, 1971.
- Francisco de Goya, Reinbek 1980, ISBN 3-499-50284-4.
- Kunst und Alltagskultur in Deutschland 1945–49. Kulturaufbau in Deutschland nach dem 2. Weltkrieg, Köln 1981, ISBN 3-88290-105-5.
- Kultur zwischen Bürgertum und Volk, Berlin Argument 1983, ISBN 3-88619-103-6.
- Antoine Watteau: Einschiffung nach Kythera – Versöhnung von Leidenschaft und Vernunft, Frankfurt/Main 1985, ISBN 3-596-23921-4.
- Frauenrollen in Oper und Operette vor und nach 1900. In: Kunst und Kultur von Frauen. Weiblicher Alltag, weibliche Ästhetik in Geschichte und Gegenwart (Hrsg.), Loccum 1985.
- Der spanische Bürgerkrieg und die bildenden Künste, Hamburg, Argument, 1989, ISBN 3-88619-376-4.
- Monument und Volk. Vorrevolutionäre Wahrnehmung in Bildern des ausgehenden Ancien Régime, Europäische Kulturstudien 1. Köln 1990, ISBN 3-412-18589-2.
- Sozialgeschichte der Malerei. Vom Spätmittelalter bis ins 20. Jahrhundert (mit Norbert Schneider), Köln 1993, 2. Auflage: 1998, ISBN 3-8321-7400-1.
- Symbole des Friedens und des Krieges im öffentlichen Raum. Osnabrück, die „Stadt des Westfälischen Friedens“ , 1998, ISBN 3-932124-74-X.
- Kunst und Politik. Jahrbuch der Guernica-Gesellschaft, Bd. 1/1999 (Hrsg.)
- Metropolenkultur. Kunst- und Kulturpolitik der 90er Jahre in den Zentren der Welt, 2000, ISBN 3-89739-178-3.
- Der Realismusstreit. Eine Debatte um Kunst und Gesellschaft – Paris 1936, mit Wolfgang Klein als Hrsg., 2001, ISBN 3-89739-199-6.
- Französische Kunsttheorie des 17. Jahrhunderts und der absolutistische Staat. Le Brun und die ersten acht Vorlesungen an der königlichen Akademie, Reimer, Berlin 2001, ISBN 3-89739-199-6.
- Kunstgeschichte an den Universitäten im Nationalsozialismus mit Martin Papenbrock, 2003, ISBN 3-89971-118-1.
- Kirchliche Kultur und Kunst des 17. Jahrhunderts in Spanien, 2004, ISBN 3-86527-133-2.
- Avantgarde und Politik in Frankreich – Revolution, Krieg und Faschismus im Blickfeld der Künste,  Berlin 2005, ISBN 3-496-01321-4.
- Kunst und Politik, Bd. 8/2006: Schwerpunkt: Kunstgeschichte an den Universitäten in der Nachkriegszeit mit Martin Papenbrock, 2006, ISBN 3-89971-322-2.
- Grundzüge der Kunstwissenschaft. Gegenstandsbereiche – Institutionen – Problemfelder,  mit Norbert Schneider, UTB, 2007, ISBN 3-8252-2775-8.
- Caravaggio. Politik und Martyrium der Körper, Berlin: Reimer, 2. Auflage 2007, ISBN 3-496-01370-2.